# NGC 7397
NGC 7397 é uma galáxia espiral barrada (SB0-a) localizada na direcção da constelação de Pisces. Possui uma declinação de +01° 07' 57" e uma ascensão recta de 22 horas, 52 minutos e 46,6 segundos.
A galáxia NGC 7397 foi descoberta em 2 de Outubro de 1856 por William Parsons.